# Películas animadas originales del Universo DC
DC Universe Animated Original Movies (también conocido como DC Universe Original Movies o DC Universe Movies) son una serie de películas americanas de animación de superhéroes directas a vídeo, basadas en los personajes e historias de DC Comics, producidas principalmente por Warner Bros. Animation.
De 2013 a 2020, el Universo de Películas Animadas de DC fue una subserie que presentaba varias películas que tuvieron lugar en un universo compartido, influenciado predominantemente por The New 52. Y desde el 2021, un nuevo universo reiniciado es conocido como el Tomorrowverse.
Normalmente están hechas para un público mayor en comparación con el universo animado de DC (Timverse) y otros proyectos, y también con exalumnos de DCAU como Bruce Timm, que principalmente sirvió como productor ejecutivo o como productor hasta que Batman: The Dark Knight Returns, antes de regresar desde la Liga de la Justicia: Dioses y monstruos.
De 2007 a 2022, las películas fueron producidas principalmente por Warner Bros. Animation, y desde la actualidad son producidas por DC Studios.

## Premisa
A diferencia de las anteriores películas animadas de DC (la mayoría de las cuales también involucraban a Bruce Timm y formaban parte del universo animado de DC), las películas de esta línea se dirigen a un público más adulto, a menudo contienen un lenguaje profano, violencia más fuerte, escenas sexuales y temas más maduros.
Los estilos artísticos de las películas también son generalmente más realistas. La mayoría de las películas están clasificadas PG-13 por la MPAA con la excepción de All-Star Superman y Green Lantern: Emerald Knights, que están clasificadas PG, y Batman: The Killing Joke, Justice League Dark, Batman: Gotham by Gaslight, Suicide Squad: Hell to Pay y Justice League Dark: Apokolips War, que tienen una clasificación R.
Muchas de las películas son adaptaciones de historias que originalmente aparecieron en los cómics y novelas gráficas de DC Comics.

### Continuidad
En cuanto a la continuidad, las películas suelen ser independientes, con excepciones como Batman: Gotham Knight (que tiene lugar entre Batman Begins y The Dark Knight), Superman/Batman: Enemigos Públicos y su secuela Superman/Batman: Apocalypse, Justice League: Crisis on Two Earths y su secuela Justice League: Doom, el Universo de Películas Animadas de DC y las películas relacionadas con DCAU Batman y Harley Quinn y Justice League vs. The Fatal Five, que también cuentan con varias repeticiones de papeles de varios actores. La duración habitual es de unos 75 minutos.
De 2007 a 2015, la mayoría de las películas fueron dirigidas por Andrea Romano, la última de las cuales fue Liga de la Justicia: Dioses y monstruos, mientras que las películas desde 2016 comenzando con Batman: Bad Blood son dirigidas por Wes Gleason.
Las películas generalmente se estrenan directamente en vídeo, pero Batman: The Killing Joke, Batman y Harley Quinn, Death of Superman y Reign of the Supermen también se estrenaron de forma limitada en los cines.
Las películas animadas de DC tienen diferentes continuidades, pero mayormente se agrupan en:
- Independientes
- El regreso del Caballero Oscuro
- New 52: Universo de Películas Animadas de DC
- Tomorrowverse

## Películas lanzadas
| Título                                              | Fecha de estreno                                            | Continuidad                     |
| --------------------------------------------------- | ----------------------------------------------------------- | ------------------------------- |
| Superman: Doomsday                                  | 18 de septiembre de 2007                                    | Independiente                   |
| Liga de la Justicia: La Nueva Frontera              | 26 de febrero de 2008                                       | Independiente                   |
| Batman: Gotham Knight                               | 8 de julio de 2008                                          | Nolan-verse                     |
| Wonder Woman                                        | 3 de marzo de 2009                                          | Independiente                   |
| Green Lantern: First Flight                         | 28 de julio de 2009                                         | Independiente                   |
| Superman/Batman: Enemigos Públicos                  | 29 de septiembre de 2009                                    | Superman/Batman                 |
| Liga de la Justicia: Crisis en las Dos Tierras      | 23 de febrero de 2010                                       | Liga de la Justicia de América  |
| Batman: Under The Red Hood                          | 27 de julio de 2010                                         | Independiente                   |
| Superman/Batman: Apocalypse                         | 28 de septiembre de 2010                                    | Superman/Batman                 |
| All-Star Superman                                   | 22 de febrero de 2011                                       | Independiente                   |
| Green Lantern: Emerald Knights                      | 8 de junio de 2011                                          | Independiente                   |
| Batman: Año Uno                                     | 18 de octubre de 2011                                       | El regreso del Caballero Oscuro |
| Justice League: Doom                                | 28 de febrero de 2012                                       | Liga de la Justicia de América  |
| Superman vs. The Elite                              | 12 de junio de 2012                                         | Independiente                   |
| Batman: The Dark Knight Returns - Part 1            | 25 de septiembre de 2012                                    | El regreso del Caballero Oscuro |
| Batman: The Dark Knight Returns - Part 2            | 29 de enero de 2013                                         | El regreso del Caballero Oscuro |
| Superman: Unbound                                   | 7 de mayo de 2013                                           | Independiente                   |
| Justice League: The Flashpoint Paradox              | 30 de julio de 2013                                         | New 52                          |
| Justice League: War                                 | 4 de febrero de 2014                                        | New 52                          |
| Son of Batman                                       | 6 de mayo de 2014                                           | New 52                          |
| Batman: Assault on Arkham                           | 12 de agosto de 2014                                        | Arkhamverse                     |
| Justice League: Throne of Atlantis                  | 27 de enero de 2015                                         | New 52                          |
| Batman vs. Robin                                    | 14 de abril de 2015                                         | New 52                          |
| Liga de la Justicia: Dioses y monstruos             | 21 de julio de 2015                                         | Independiente                   |
| Batman: Bad Blood                                   | 2 de febrero de 2016                                        | New 52                          |
| Justice League vs. Teen Titans                      | 26 de marzo de 2016                                         | New 52                          |
| Batman: The Killing Joke                            | 22 de julio de 2016                                         | Independiente                   |
| Justice League Dark                                 | 24 de enero de 2017                                         | New 52                          |
| Teen Titans: The Judas Contract                     | 31 de marzo de 2017                                         | New 52                          |
| Batman y Harley Quinn                               | 21 de julio de 2017                                         | Universo Animado de DC          |
| Batman: Gotham by Gaslight                          | 23 de enero de 2018                                         | Independiente                   |
| Suicide Squad: Hell to Pay                          | 27 de marzo de 2018                                         | New 52                          |
| La Muerte de Superman                               | 24 de julio de 2018                                         | New 52                          |
| Reign of the Supermen                               | 15 de enero de 2019                                         | New 52                          |
| Justice League vs. The Fatal Five                   | 16 de abril de 2019                                         | Universo Animado de DC          |
| Batman: Hush                                        | 20 de julio de 2019                                         | New 52                          |
| Wonder Woman: Bloodlines                            | 5 de octubre de 2019                                        | New 52                          |
| Superman: Red Son                                   | 25 de febrero de 2020                                       | Independiente                   |
| Justice League Dark: Apokolips War                  | 5 de mayo de 2020                                           | New 52                          |
| Superman: Man of Tomorrow                           | 5 de octubre de 2020                                        | Tomorrowverse                   |
| Batman: Soul of the Dragon                          | 12 de enero de 2021                                         | Independiente                   |
| Justice Society: World War II                       | 10 de mayo de 2021                                          | Tomorrowverse                   |
| Batman: The Long Halloween                          | 22 de junio de 2021 (parte 1) 27 de julio de 2021 (parte 2) | Tomorrowverse                   |
| Injustice                                           | 19 de octubre de 2021                                       | Independiente                   |
| Catwoman: Hunted                                    | 8 de febrero de 2022                                        | Independiente                   |
| Green Lantern: Beware My Power                      | 26 de julio de 2022                                         | Tomorrowverse                   |
| Batman and Superman: Battle of the Super Sons       | 18 de octubre de 2022                                       | Independiente                   |
| Legión de Super-Héroes                              | 7 de febrero de 2023                                        | Tomorrowverse                   |
| Batman: The Doom That Came to Gotham                | 28 de marzo de 2023                                         | Independiente                   |
| Justice League: Warworld                            | 25 de julio de 2023                                         | Tomorrowverse                   |
| Justice League: Crisis on Infinite Earths - Parte 1 | 9 de enero de 2024                                          | Tomorrowverse                   |
| Justice League: Crisis on Infinite Earths - Parte 2 | 23 de abril de 2024                                         | Tomorrowverse                   |
| Justice League: Crisis on Infinite Earths - Parte 3 | 16 de julio de 2024                                         | Tomorrowverse                   |
| Watchmen: Capítulo I                                | 13 de agosto de 2024                                        | Independiente                   |
| Watchmen: Capítulo II                               | 26 de noviembre de 2024                                     | Independiente                   |

## Proyectos lanzados

### Superman: Doomsday
El primero de estos proyectos fue Superman: Doomsday, que se basó libremente en la popular saga argumental de Superman de 1992-1993, "La muerte de Superman", donde Superman lucha contra Doomsday en un duelo a muerte. La película recibió críticas entre mixtas y positivas.
La película cuenta con el talento de Adam Baldwin como Superman, Anne Heche como Lois Lane, Adam Wylie como Jimmy Olsen, Ray Wise como Perry White, Swoosie Kurtz como Martha Kent, James Marsters como Lex Luthor, Cree Summer como Mercy Graves, John DiMaggio como el Juguetero, Tom Kenny como el Robot de Superman, y un cameo de voz de Kevin Smith como un hombre gruñón.

### Justice League: The New Frontier
Justice League: The New Frontier se basó en la serie limitada de cómics de Darwyn Cooke de 2003-2004, DC: The New Frontier, en la que los héroes de la Tierra se unen para enfrentarse a una entidad maligna llamada el Centro.
La película cuenta con los talentos de voz de David Boreanaz como Hal Jordan/Linterna Verde, Kyle MacLachlan como Superman, Lucy Lawless como Mujer Maravilla, Neil Patrick Harris como Barry Allen/Flash, Jeremy Sisto como Batman, Miguel Ferrer como Detective Marciano, Brooke Shields como Carol Ferris, Phil Morris como Rey Faraday, Kyra Sedgwick como Lois Lane, Vicki Lewis como Iris West, John Heard como Kyle Morgan, Alan Ritchson como Aquaman (regresando de Smallville), y Keith David como El Centro. Además, Joe Alaskey da voz brevemente a Bugs Bunny en una escena en la que Detective Marciano adopta diferentes formas al ver la televisión.

### Batman: Gotham Knight
En relación con el estreno de la película de Batman de 2008 The Dark Knight, Batman: Gotham Knight es una película antológica que cuenta una serie de historias que tienen lugar entre Batman Begins de 2005 y The Dark Knight, aunque oficialmente no se considera parte de la serie de películas de Batman de Christopher Nolan. La película fue la primera en presentar a Batman utilizando auténtico anime japonés de cuatro estudios de animación japoneses diferentes. Destacados talentos del cómic como Brian Azzarello, David S. Goyer y Greg Rucka contribuyeron con sus historias. Se estrenó el 8 de julio de 2008.
El veterano actor de voz de Batman Kevin Conroy volvió una vez más a interpretar a Batman con los talentos vocales de Jim Meskimen como el Teniente Gordon y Deadshot, Gary Dourdan como Crispus Allen, Ana Ortiz como Anna Ramírez, David McCallum como Alfred Pennyworth, Parminder Nagra como Cassandra, Rob Paulsen como Salvatore Maroni, Corey Burton como Espantapájaros, Kevin Michael Richardson como Lucius Fox, Jason Marsden como Thomas Wayne, Andrea Romano como Martha Wayne y George Newbern como el Hombre de Negro.

### Wonder Woman
La película en solitario de la Mujer Maravilla trataba principalmente de la historia del origen de Diana de Temiscira y de cómo se convirtió en la reconocida superheroína Mujer Maravilla. Gran parte de la estructura de la historia del origen se tomó prestada del relanzamiento en 1987 de los cómics de George Pérez posteriores a Crisis on Infinite Earths, titulado "Dioses y Mortales". Antes de que el guionista Michael Jelenic fuera llevado a bordo para reescribirla, el guion original fue escrito por la ex-escritora mensual de Mujer Maravilla Gail Simone. Se estrenó el 3 de marzo de 2009.
La película cuenta con los talentos vocales de Keri Russell como la Mujer Maravilla, Nathan Fillion como Steve Trevor, Virginia Madsen como la Reina Hipólita, Alfred Molina como Ares, Oliver Platt como Hades, Vicki Lewis como Persephone, Jason C. Miller como Thrax, John DiMaggio como Deimos, Rosario Dawson como Artemisa, David McCallum como Zeus, Marg Helgenberger como Hera, y Rick Overton como el Presidente. También fue recibido positivamente.

### Green Lantern: First Flight
Lauren Montgomery regresó de Mujer Maravilla para dirigir  Green Lantern: First Flight. La película se centra en Hal Jordan y su relación con el veterano Linterna Verde Siniestro, y su relación como alumno y profesor, hasta que Siniestro traiciona a los Green Lantern Corps. Se estrenó el 28 de julio de 2009.
La película cuenta con los talentos vocales de Christopher Meloni como Hal Jordan, Victor Garber como Sinestro, Olivia d'Abo como Carol Ferris, Kurtwood Smith como Kanjar Ro, Michael Madsen como Kilowog, Tricia Helfer como Boodikka, David Lander como Ch'p, William Schallert como Appa Ali Apsa, Larry Drake como Ganthet, Malachi Throne como Ranakar, Kath Soucie como Arisia Rrab, y John Larroquette como Tomar-Re. Como sus predecesores, la película animada también tuvo una recepción positiva.

### Superman/Batman: Enemigos Públicos
Superman/Batman: Enemigos Públicos se basa en la primera saga de la historia, "Lo Mejor del Mundo"/"Enemigos Públicos", del cómic mensual Superman/Batman de 2003-2004 de Jeph Loeb y Ed McGuinness. El presidente Lex Luthor utiliza la trayectoria de un asteroide de kryptonita para incriminar a Superman por la "destrucción pendiente del planeta" y declara una recompensa de 1000 millones de dólares por la cabeza del Hombre de Acero y su "socio en el crimen", Batman. Tanto los superhéroes como los supervillanos se lanzan a una persecución implacable de Superman y Batman, que deben unirse para evitar el ataque lleno de acción, detener el asteroide y descubrir el retorcido plan de Luthor. Se estrenó el 29 de septiembre de 2009.
Una característica significativa es que tiene a Tim Daly, Kevin Conroy, Clancy Brown, y CCH Pounder repitiendo sus papeles de Superman, Batman, Lex Luthor, y Amanda Waller del Universo animado de DC original. La película también cuenta con los talentos vocales de Xander Berkeley como el Capitán Átomo, LeVar Burton como Black Lightning, Allison Mack como Power Girl, Ricardo Chavira como Major Force, Jennifer Hale como Starfire, un Michael Gough no acreditado como Hombre Halcón, Corey Burton como Capitán Marvel, John C. McGinley como Metallo, y Calvin Tran como el Juguetero Japonés. También fue recibida positivamente.
A los 67 minutos, fue la película más corta de la línea DCAMU, hasta que fue destronado en 2011 por Batman: Año Uno.

### Justice League: Crisis on Two Earths
Basado en el cómic de Grant Morrison del 2000 JLA: Tierra 2, Liga de la Justicia: Crisis en las Dos Tierras trata sobre un heroico Lex Luthor de un universo alternativo que parece reclutar a la Liga de la Justicia para ayudar a salvar su Tierra del Sindicato del Crimen, una banda de personajes villanos que son esencialmente versiones malvadas de la Liga de la Justicia. Lo que sigue es la batalla definitiva del bien contra el mal en una guerra que amenaza a ambos planetas y que, a través de un astuto plan lanzado por Owlman, pone en peligro el equilibrio de toda la existencia.
La película fue originalmente presentada, y luego se tituló Liga de la Justicia: Choque de Mundos, como una forma de unir la serie animada de la Liga de la Justicia y su serie sucesora, Liga de la Justicia Ilimitada. La película fue descartada, pero más tarde fue reutilizada en la Liga de la Justicia: Crisis en las Dos Tierras, manteniendo la misma trama, pero eliminando todas las referencias a ambas series de televisión. Se estrenó el 23 de febrero de 2010.
La película cuenta con los talentos vocales de Mark Harmon como Superman, William Baldwin como Batman, Vanessa Marshall como Mujer Maravilla, Josh Keaton como Flash/Wally West, Nolan North como Linterna Verde y Power Ring, Jonathan Adams como Detective Marciano, Brian Bloom como Ultraman, Gina Torres como Superwoman, James Woods como Owlman, James Patrick Stuart como Johnny Quick, Chris Noth como el heroico Lex Luthor, y Bruce Davison como el Presidente Slade Wilson.

### Batman: Under The Red Hood
Batman: Under the Red Hood fue escrita por el escriba de historietas Judd Winick. Esta fue una adaptación de la historia de Winick "Bajo la Capucha" de 2005 en el título principal de Batman, que aparece en los números #635-641. Se estrenó el 27 de julio de 2010.
La película cuenta con los talentos vocales de Bruce Greenwood como Batman, Jensen Ackles como Red Hood/Jason Todd, Neil Patrick Harris como Nightwing, John DiMaggio como el Joker, Wade Williams como Máscara Negra, Jason Isaacs como Ra's al Ghul, Kelly Hu como Ms. Li, y Jim Piddock como Alfred Pennyworth.

### Superman/Batman: Apocalipsis
Superman/Batman: Apocalipsis, una secuela independiente de Superman/Batman: Enemigos Públicos, fue confirmada para 2010 tras la positiva acogida y las altas ventas de Enemigos Públicos. Superman/Batman: Apocalipsis se basa en la segunda saga de la historia, "The Supergirl from Krypton", del título del cómic mensual Superman/Batman de 2004 de Jeph Loeb y Michael Turner. Se estrenó el 28 de septiembre de 2010.
Al igual que su predecesora, la película cuenta con varios miembros del reparto del Universo animado de DC que repiten sus papeles, incluyendo a Tim Daly, Kevin Conroy, Susan Eisenberg y Ed Asner como Superman, Batman, Mujer Maravilla y Abuela Bondad respectivamente. La película también cuenta con los talentos vocales de Andre Braugher como Darkseid, Summer Glau como Supergirl, Julianne Grossman como Big Barda, Rachel Quaintance como Lyla y Artemisa, Andrea Romano como Stompa, Tara Strong como Lashina, y Salli Saffioti como Gilotina y Mad Harriet.

### All-Star Superman
All-Star Superman es una adaptación del cómic de Grant Morrison y Frank Quitely de 2005-2008 All-Star Superman. Fue escrita por el escritor Dwayne McDuffie y dirigido por Sam Liu. Se estrenó el 22 de febrero de 2011.
La película cuenta con los talentos vocales de James Denton como Superman, Christina Hendricks como Lois Lane, Anthony LaPaglia como Lex Luthor, Ed Asner como Perry White, Obba Babatundé como juez, Steve Blum como Atlas, John DiMaggio como Samson, Linda Cardellini como Nasthalthia "Nasty" Luthor, Frances Conroy como Martha Kent, Alexis Denisof como Doctor Leo Quintum, Michael Gough como Parásito, Matthew Gray Gubler como Jimmy Olsen, Finola Hughes como Lilo, Kevin Michael Richardson como Steve Lombard, y Arnold Vosloo como Bar-El.

### Green Lantern: Emerald Knights
Green Lantern: Emerald Knights, similar a Batman: Gotham Knight, es una película antológica que cuenta una serie de historias con varios miembros del Green Lantern Corps, incluyendo a Abin Sur, Sinestro, Kilowog y Mogo. Se estrenó el 7 de junio de 2011. Aunque no es una secuela de First Flight, la película utiliza los mismos diseños de personajes e incluye un cameo de Ch'p, que tuvo un papel protagonista en la película anterior.
La película cuenta con los talentos vocales de Nathan Fillion como Hal Jordan, Elisabeth Moss como Arisia Rrab, Jason Isaacs como Sinestro, Kelly Hu como Laira, Henry Rollins como Kilowog, Roddy Piper como Bolphunga, Arnold Vosloo como Abin Sur, Wade Williams como Deegan, Peter Jessop como Salaak, Bruce Thomas como Atrocitus, y el comentarista de radio Michael Jackson como Ganthet.

### Batman: Año Uno
La película es una adaptación de la historia de Frank Miller "Batman: año uno" de 1987 en el título principal de Batman, que aparece en los números 404-407. Fue dirigida por Sam Liu y Lauren Montgomery y se estrenó el 18 de octubre de 2011, el mismo día que Batman: Arkham City.
La película cuenta con los talentos vocales de Benjamin McKenzie como Batman, Bryan Cranston como el Teniente James Gordon, Eliza Dushku como Selina Kyle/Gatúbela, Jon Polito como Gillian B. Loeb, Katee Sackhoff como la detective Sarah Essen Gordon, Alex Rocco como Carmine Falcone, Fred Tatasciore como el detective Arnold Flass, Liliana Mumy como Holly Robinson, y Jeff Bennett como Alfred Pennyworth.

### Justice League: Doom
Justice League: Doom, una secuela de la Liga de la Justicia: Crisis en las Dos Tierras, es una adaptación libre de la saga de Mark Waid, "JLA: Torre de Babel", donde la Legión de la Perdición se forma para eliminar a la Liga de la Justicia usando protocolos creados por Batman para derribar al grupo en caso de que sus miembros se vuelvan rebeldes. La película fue adaptada y escrita por Dwayne McDuffie poco antes de su muerte en febrero de 2011 y dirigida por Lauren Montgomery. Se estrenó el 28 de febrero de 2012. La película fue dedicada en memoria de McDuffie.
La película presenta a varios actores repitiendo sus papeles del Universo animado de DC y Green Lantern: Emerald Knights respectivamente, incluyendo a Kevin Conroy como Batman, Tim Daly como Superman, Susan Eisenberg como Mujer Maravilla, Michael Rosenbaum como Flash (aunque como Barry Allen en lugar de Wally West), Carl Lumbly como Detective Marciano y Ma'alefa'ak, Nathan Fillion como Hal Jordan/Linterna Verde, Phil Morris como Vándalo Salvaje, Olivia d'Abo como Star Sapphire, Alexis Denisof como Amo de los Espejos, y David Kaufman como Jimmy Olsen con los talentos vocales de Bumper Robinson como Cyborg, Carlos Alazraqui como Bane, Paul Blackthorne como Metallo, Claudia Black como Cheetah, Grey DeLisle como Lois Lane, y Robin Atkin Downes como Alfred Pennyworth.

### Superman vs. The Elite
El 22 de julio de 2011, durante la proyección de Batman: Year One en la Comic-Con, DC anunció su lista de películas para 2012 Superman Versus The Elite es el segundo estreno en 2012 y está basado en "What's So Funny About Truth, Justice & the American Way". La película fue dirigida por Michael Chang y escrita por Joe Kelly. Se estrenó el 12 de junio de 2012.
La película presenta a George Newbern repitiendo su papel de Superman de la Liga de la Justicia, Liga de la Justicia Ilimitada, The Batman y Superman/Shazam!: The Return of Black Adam, mientras que David Kaufman repitió su papel como Jimmy Olsen, cuenta con los talentos vocales de Pauley Perrette como Lois Lane, Robin Atkin Downes como Manchester Black, Marcella Lentz-Pope como Vera Black, Fred Tatasciore como Perry White, Catero Colbert como Coldcast, Melissa Disney como Menagerie, Andrew Kishino como Hat, y Tara Strong como la joven Vera Black.

### Batman: The Dark Knight Returns
El 14 de abril de 2011, se reveló que se estaba trabajando en una adaptación en dos partes de The Dark Knight Returns de Frank Miller. La película está ambientada en la misma continuidad que Batman: Año Uno y en ella participaron varios veteranos de Batman. La película fue dirigida por Jay Oliva. La primera parte adaptó los dos primeros números de la serie original de cómics Dark Knight Returns, y se estrenó el 25 de septiembre de 2012. La segunda parte adaptó los dos últimos números de The Dark Knight Returns, y se estrenó el 29 de enero de 2013.
La película contó con los talentos vocales de Peter Weller como Batman, Ariel Winter como Carrie Kelley, Wade Williams como Dos Caras, Michael McKean como Doctor Wolper, David Selby como el Comisionado Gordon, Maria Canals-Barrera como Ellen Yindel y Gary Anthony Williams como The Mutant Leader. Michael Emerson como el Joker aparece al final de la primera parte y tiene un papel prominente en la segunda parte, con Mark Valley uniéndose al reparto como Superman allí.

### Superman: Unbound
En la Comic-Con de San Diego de 2012, la actriz Molly Quinn confirmó que interpretaría a Supergirl en una adaptación animada del arco argumental de 2008 Superman: Brainiac de Geoff Johns y Gary Frank, y afirmó que la película se estrenaría en 2013. Matt Bomer da voz a Clark Kent/Superman, junto con la coprotagonista de Castle, Stana Katić, como Lois Lane y John Noble como Brainiac. Otras voces en el elenco incluyen a Frances Conroy que repite su papel como Martha Kent, Alexander Gould como Jimmy Olsen, Wade Williams como Perry White, Diedrich Bader como Steve Lombard, Michael-Leon Wooley como Ron Troupe y Stephen Root como Zor-El. Se estrenó en Blu-ray el 7 de mayo de 2013. Esta fue la primera película original del universo animado de DC que no involucró a Bruce Timm.

### Justice League: The Flashpoint Paradox
El 26 de abril de 2012, el actor de doblaje de Batman del DCAU, Kevin Conroy, dejó escapar que acababa de grabar sus líneas para la versión de película animada de "Flashpoint", que cambió el universo de DC, luego confirmó a Bruce Wayne/Batman en las secciones de la película que no son de Flashpoint. Junto con Ron Perlman, Dana Delany, Vanessa Marshall, Nathan Fillion y Dee Bradley Baker retomando sus papeles como Deathstroke, Lois Lane, Mujer Maravilla, Linterna Verde y Etrigan el Demonio, el elenco incluye a Justin Chambers como Barry Allen/Flash, C. Thomas Howell como el Profesor Zoom, Kevin McKidd como Thomas Wayne/Batman, Michael B. Jordan como Cyborg, Cary Elwes como Aquaman, el hijo de Tim Daly, Sam Daly como Superman, Danny Huston como el General Sam Lane, Steve Blum como Lex Luthor, Lex Lang como Capitán Átomo, Jennifer Hale como Iris West, James Patrick Stuart como Steve Trevor y Danny Jacobs como Grifter. Se estrenó el 30 de julio de 2013.
Es la primera entrega del Universo de Películas Animadas de DC, con una escena poscréditos que alude a una invasión de Apokolips, provocando Justice League: War.

### Justice League: War
Basado en la historia de Geoff Johns y Jim Lee "Justice League: Origin", la película ve a Batman, Superman, Mujer Maravilla, Linterna Verde, Cyborg y Shazam uniéndose para evitar que Darkseid invada la Tierra, formando así al final la Liga de la Justicia. Se estrenó el 4 de febrero de 2014.
Cuenta con las voces de Jason O'Mara como Batman, Michelle Monaghan como Mujer Maravilla, Christopher Gorham como Flash, Alan Tudyk como Superman, Justin Kirk como Linterna Verde, Shemar Moore como Cyborg, Sean Astin como Shazam, Steven Blum como Darkseid, y Rocky Carroll como el Doctor Silas Stone. En septiembre de 2011, The New 52 reinició la continuidad de DC, y esta es la primera película animada del Universo de Películas Animadas de DC, basada en The New 52. Una escena de mitad de créditos al final sirve como un avance de Justice League: Throne of Atlantis.

### Son of Batman
El 20 de julio de 2013, como parte de la Comic-Con de San Diego, DC Comics anunció en Twitter a Son of Batman. La película está basada en la historia de "Batman and Son" de Grant Morrison y se estrenó el 6 de mayo de 2014.
Mientras Jason O'Mara repite su papel de Batman de Justice League: War y David McCallum repite su papel de Alfred Pennyworth de Batman: Gotham Knight, el resto del elenco de voces está formado por Stuart Allan como Damian Wayne, Sean Maher como Nightwing, Morena Baccarin como Talia al Ghul, Giancarlo Esposito como Ra's al Ghul, Xander Berkeley como Kirk Langstrom y Thomas Gibson como Deathstroke.

### Batman: Assault on Arkham
El 20 de julio de 2013, como parte de la Comic-Con de San Diego, DC Comics anunció en Twitter Batman: Assault on Arkham. La película se desarrolla en el mismo universo que la franquicia de videojuegos Batman: Arkham. Jay Oliva y Ethan Spalding dirigieron un guion de Heath Carson, escritor de Justice League: War. La película se estrenó digitalmente el 29 de julio de 2014 y recibió un estrenó físico el 12 de agosto de 2014.
Kevin Conroy volvió a dar voz a Batman con las otras voces, incluidas Troy Baker como el Joker, Neal McDonough como Deadshot, Hynden Walch como Harley Quinn, Giancarlo Esposito como Araña Negra, Matthew Gray Gubler como Riddler y CCH Pounder retomando su papel de Amanda Waller tanto en Liga de la Justicia Ilimitada como en Superman/Batman: Enemigos Públicos.

### Justice League: Throne of Atlantis
Revelada por primera vez en la contraportada de Batman: Assault on Arkham, la película está basada en la historia de 2012 del mismo nombre de Geoff Johns e Ivan Reis, y es una secuela de Justice League: War. La película fue lanzada digitalmente el 13 de enero de 2015 y físicamente el 27 de enero de 2015.
Jason O'Mara, Christopher Gorham, Sean Astin, Shemar Moore y Steve Blum repitieron sus papeles como Batman, Flash, Shazam, Cyborg y la Armadura de Computadora de Cyborg respe ctivamente, mientras que Nathan Fillion repite su papel como Linterna Verde de anteriores películas originales animadas de DC. Otros miembros del reparto incluyen a Jerry O'Connell como Superman (reemplazando a Alan Tudyk), Rosario Dawson como Mujer Maravilla (reemplazando a Michelle Monaghan), Matt Lanter como Aquaman, Sumalee Montano como Mera, Harry Lennix como Manta Negra y Sam Witwer como el Amo del Océano (reemplazando a Steve Blum de la escena poscréditos de War).

### Batman vs. Robin
En julio de 2014, como parte de la Comic-Con de San Diego, DC anunció Batman vs. Robin. Aunque la Corte de los Búhos aparece aquí, Batman vs. Robin no es una adaptación de la historia de Corte de los Búhos de los cómics. La película se estrenó digitalmente el 7 de abril de 2015 y físicamente el 14 de abril de 2015.
Mientras Jason O'Mara, Stuart Allan, Sean Maher y David McCallum repitieron sus papeles como Batman, Robin, Nightwing y Alfred Pennyworth, el resto del reparto está formado por Jeremy Sisto como Talon, Grey DeLisle como Samantha, "Weird Al" Yankovic como Dollmaker, Robin Atkin Downes como el Gran Maestro de la Corte de los Búhos, Peter Onorati como Draco y Kevin Conroy como Thomas Wayne (retomando el episodio "A Perchance to Dream" de Batman: The Animated Series y el videojuego Batman: Arkham Asylum).

### Liga de la Justicia: Dioses y monstruos
Anunciada por primera vez en julio de 2014, como parte de la Comic-Con de San Diego, Liga de la Justicia: Dioses y Monstruos presenta una trama original escrita por Alan Burnett, dirigida por Sam Liu y producida por Bruce Timm y Sam Register. En abril de 2015, se publicaron los detalles de la historia y los personajes de la película junto con imágenes como parte del lanzamiento en Blu-ray de Batman vs. Robin. Se estrenó el 28 de julio de 2015.
Antes del estrenó de la película, se lanzó una serie animada de tres partes titulada Justice League: Gods and Monsters Chronicles en Machinima, ambientada antes de los eventos de la película.
El reparto de voces de la película incluye a Michael C. Hall como Batman, Benjamin Bratt como Superman, Tamara Taylor como Mujer Maravilla, Jason Isaacs como Lex Luthor, Paget Brewster como Lois Lane y C. Thomas Howell como el Doctor Will Magnus.

### Batman: Bad Blood
Anunciada por primera vez el 11 de julio de 2015, como parte de la Comic-Con de San Diego, Batman: Bad Blood cuenta una historia original con Nightwing, Robin y Batwoman, así como Batwing. La película se estrenó digitalmente el 20 de enero de 2016 y en medios físicos el 2 de febrero de 2016.
El reparto incluye a Jason O'Mara como Bruce Wayne/Batman, Stuart Allan como Damian Wayne/Robin, Sean Maher como Dick Grayson/Nightwing, Yvonne Strahovski como Katherine Kane/Batwoman, Gaius Charles como Luke Fox/Batwing, Morena Baccarin como Talia al Ghul, Travis Willingham como el hereje y Ernie Hudson como Lucius Fox.

### Justice League vs. Teen Titans
Anunciada por primera vez el 11 de julio de 2015, Justice League vs. Teen Titans presenta a la Liga de la Justicia y los Jóvenes Titanes. La película fue dirigida por Sam Liu y escrita por Alan Burnett y Bryan Q. Miller. Se estrenó el 29 de marzo de 2016.
El reparto incluye a Jon Bernthal como Trigon, Taissa Farmiga como Raven, Jake T. Austin como Blue Beetle, Brandon Soo Hoo como Chico Bestia y Kari Wahlgren como Starfire con repeticiones de Shemar Moore como Cyborg, Sean Maher como Nightwing, Stuart Allan como Robin/Damian Wayne, Jason O'Mara como Batman, Jerry O'Connell como Superman, Rosario Dawson como Mujer Maravilla, Christopher Gorham como Flash y T.C. Carson como Ra's al Ghul (reemplazando a Giancarlo Esposito).

### Batman: The Killing Joke
En 2011, durante la Comic-Con, el actor Mark Hamill expresó su interés en dar voz al Joker para una adaptación de Batman: The Killing Joke, alentando a los fanáticos a hacer campaña para la adaptación, más notablemente en un tuit hecho el 24 de octubre de 2011. Desde entonces, sus fanes han creado una página de Facebook titulada "Petición para que Mark Hamill interprete al Joker en una película animada de "Killing Joke". En 2013, Bruce Timm también expresó su deseo de unirse al proyecto, diciendo que era solo una posibilidad. El 10 de julio de 2015, durante el panel Liga de la Justicia: Dioses y Monstruos en la Comic-Con de San Diego, Timm anunció oficialmente la película. Sam Liu dirigió y Timm fue productor ejecutivo de la película. La adaptación presenta un prólogo de 15 minutos que amplía la historia. El 17 de julio, Hamill tuiteó que tenía los dedos cruzados con la esperanza de que lo contactaran para repetir su papel del Joker. El 27 de julio, Collider anunció que Hamill le daría voz al Joker en la película y ComicBook.com habló con Kevin Conroy, quien declaró que repetiría su papel de voz como Bruce Wayne/Batman "en un abrir y cerrar de ojos". El 14 de marzo de 2016 se anunció oficialmente que Conroy y Hamill volverían a interpretar sus papeles de Batman y Joker respectivamente en la película junto a Tara Strong volviendo a dar voz a Barbara Gordon. La película también presenta a Ray Wise como el Comisionado Gordon, Robin Atkin Downes como Harvey Bullock, Brian George como Alfred Pennyworth y Rick D. Wasserman como Salvatore Maroni.
El estreno fue en la Comic-Con de San Diego el 22 de julio de 2016. Originalmente pensada para ser lanzada directamente en video casero, la película fue lanzada simultáneamente en cines, en video casero y digitalmente el 26 de julio de 2016, antes de un lanzamiento en DVD y Blu-ray el 2 de agosto de 2016.

### Justice League Dark
Una adaptación de Liga de la Justicia Oscura que ve al equipo titular, que se especializa en enfrentar amenazas sobrenaturales que la Liga de la Justicia no puede manejar.
Matt Ryan, quien interpretó a John Constantine en Constantine de NBC, así como en el Arrowverso, regresa para darle voz al personaje. Jason O'Mara, Jerry O'Connell y Rosario Dawson retoman sus papeles de Batman, Superman y Mujer Maravilla, respectivamente. También se unen a ellos en la película Camilla Luddington como Zatanna, Nicholas Turturro como Deadman, Ray Chase como Etrigan el Demonio, Roger Cross como la Cosa del Pantano y Linterna Verde/John Stewart, Colleen O'Shaughnessey como Black Orchid, J. B. Blanc como Merlin y Abnegazar, Jeffrey Vincent Parise como Rath, Fred Tatasciore como Ghast, Enrico Colantoni como Félix Fausto, Jeremy Davies como Ritchie Simpson y Alfred Molina como Destiny.
La película fue lanzada digitalmente el 24 de enero de 2017 y en DVD y Blu-ray el 7 de febrero de 2017.
Una serie derivada, Constantine: City of Demons, que se centra en el personaje principal, fue lanzada en CW Seed entre el 24 de marzo de 2018 y el 19 de enero de 2019.

### Teen Titans: The Judas Contract
Anunciado por primera vez en la Comic-Con Internacional de San Diego en 2006, con Marv Wolfman y George Pérez, los escritores de The New Teen Titans, fueron asignados para trabajar en la película. La película se canceló inicialmente debido a la falta de un "atractivo para una amplia base de fans" y en 2010, Bruce Timm declaró que Warner Bros. no tenía ninguna intención de revivir el proyecto. Sin embargo, en 2016, se anunció que la película reiniciaba el desarrollo como una secuela independiente de Justice League vs. Teen Titans.
Sean Maher, Kari Wahlgren, Jake T.Austin, Taissa Farmiga, Brandon Soo Hoo y Stuart Allan repitieron sus papeles como Nightwing, Starfire, Blue Beetle, Raven, Chico Bestia y Robin cuando se les unió Christina Ricci como Terra y Miguel Ferrer como Deathstroke (reemplazando a Thomas Gibson), así como las voces de Meg Foster como Mother Mayhem, Gregg Henry como Hermano Sangre, Kevin Smith como él mismo y David Zayas como Alberto Reyes.
Esta película es uno de los últimos papeles de Miguel Ferrer antes de morir el 19 de enero de 2017 a los 61 años.
La película tuvo su estreno mundial en la WonderCon de Anaheim el 31 de marzo de 2017. Teen Titans: The Judas Contract se lanzó mediante descarga digital el 4 de abril de 2017 y directamente en DVD y Blu-ray el 18 de abril de 2017.

### Batman y Harley Quinn
Una historia original, la película presenta a Kevin Conroy y Melissa Rauch (reemplazando a Arleen Sorkin) como los personajes principales, mientras que Loren Lester repitió su papel de Dick Grayson/Nightwing de Batman: la serie animada y Las nuevas aventuras de Batman, y Paget Brewster prestó su voz a Hiedra Venenosa (en sustitución de Diane Pershing). La película reutilizó los diseños de personajes y las imágenes de Las Nuevas Aventuras de Batman. La película fue lanzada en formato digital el 15 de agosto de 2017 antes de lanzarse en DVD y Blu-ray el 29 de agosto.
El resto del reparto está formado por Kevin Michael Richardson como Floronic Man, John DiMaggio como la Cosa del Pantano y Bruce Timm como Booster Gold (en sustitución de Tom Everett Scott).

### Batman: Gotham by Gaslight
Una película basada libremente en la historia de Elseworlds Gotham: Luz de gas. La película fue dirigida por Sam Liu y se estrenó el 23 de enero de 2018.
El elenco incluye a Bruce Greenwood como Batman (repitiendo su papel de Batman: Under the Red Hood y Young Justice), Jennifer Carpenter como Selina Kyle y Scott Patterson como James Gordon.

### Suicide Squad: Hell to Pay
La primera historia del Escuadrón Suicida en el Universo de Películas Animadas de DC, la película fue lanzada digitalmente el 27 de marzo de 2018 y físicamente el 10 de abril de 2018.
El reparto incluye a Christian Slater como Deadshot (regresando de Justice League Action), Tara Strong como Harley Quinn (regresando de varios medios de DC), Vanessa Williams como Amanda Waller, Billy Brown como Tigre de Bronce, Liam McIntyre como Capitán Bumerang, Kristin Bauer como Killer Frost y Gideon Emery como Copperhead.

### La Muerte de Superman
El 24 de julio de 2018, se lanzó la primera parte de una adaptación de la historia de "La Muerte de Superman". La historia fue previamente adaptada libremente en Superman: Doomsday.
Jerry O'Connell, Rosario Dawson, Nathan Fillion, Christopher Gorham, Matt Lanter, Shemar Moore, Jason O'Mara y Rocky Carroll repiten sus papeles como Superman, Mujer Maravilla, Linterna Verde, Flash, Aquaman, Cyborg, Batman y Silas Stone, con Rebecca Romijn como Lois Lane (reemplazando a Juliet Landau, quien previamente la expresó en Justice League: Throne of Atlantis), Rainn Wilson como Lex Luthor (reemplazando a Steve Blum, quien anteriormente lo expresó en Justice League: The Flashpoint Paradox, la escena poscréditos de Justice League: Throne of Atlantis y en Justice League vs Teen Titans), Cress Williams como John Henry Irons (reemplazando a Khary Payton, quien anteriormente lo expresó en Justice League: Throne of Atlantis), y Patrick Fabian como Hank Henshaw.

### Reign of the Supermen
La segunda parte de la historia de "La Muerte de Superman", titulada Reign of the Supermen, fue lanzada digitalmente el 15 de enero de 2019 y en Blu-ray el 29 de enero. Fue dirigida por Sam Liu.
Los actores de voz incluyen a Jerry O'Connell como Superman/Clark Kent/Cyborg Superman, Rainn Wilson como Lex Luthor, Patrick Fabian como Hank Henshaw, Charles Halford como Bibbo Bibbowski y El Eradicador, Cameron Monaghan como Superboy, Cress Williams como Acero/John Henry Irons, Rosario Dawson como Mujer Maravilla, Nathan Fillion como Linterna Verde, Shemar Moore como Cyborg, Nyambi Nyambi como Detective Marciano, Christopher Gorham como Flash y Jason O'Mara como Batman.

### Justice League vs. The Fatal Five
Se anunció por primera vez en la Comic-Con de San Diego el 20 de julio de 2018. La película se lanzó el 30 de marzo de 2019 para descarga digital y se lanzó en DVD y Blu-Ray el 16 de abril de 2019.
La película presenta a Kevin Conroy, Susan Eisenberg y George Newbern repitiendo sus papeles como Batman, Mujer Maravilla y Superman de Liga de la Justicia y otras producciones de DC. La película también presenta a Diane Guerrero como Jessica Cruz/Linterna Verde, Daniela Bobadilla como Miss Martian, Noel Fisher como Brainiac 5 (en sustitución de Matt Czuchry), Tara Strong como Saturn Girl (en sustitución de Melissa Joan Hart), Kevin Michael Richardson como Mister Terrific (en sustitución de Michael Beach), Elyes Gabel como Star Boy (reemplazando a Chad Lowe), Peter Jessop como Tharok (reemplazando a Tomas Arana), Tom Kenny como Bloodsport, Matthew Yang King como Persuader (reemplazando a Kin Shriner), Sumalee Montano como la Emperatriz Esmeralda (reemplazando a Joanne Whalley) y Philip Anthony-Rodriguez como Mano.

### Batman: Hush
Se anunció por primera vez en la Comic-Con de San Diego el 20 de julio de 2018.
El reparto incluye a Jason O'Mara como Batman, Maury Sterling como Thomas Elliot, Jennifer Morrison como Selina Kyle, Jerry O'Connell como Superman, Rebecca Romijn como Lois Lane, Rainn Wilson como Lex Luthor, Sean Maher como Nightwing, Bruce Thomas como Jim Gordon, Stuart Allan como Damian Wayne, James Garrett como Alfred Pennyworth, Geoffrey Arend como Riddler, Vanessa Williams como Amanda Waller, Jason Spisak como el Joker (que regresa de las películas de Lego DC Comics Super Heroes), Adam Gifford como Bane, Peyton List como Hiedra Venenosa, Dachie Alessio como Lady Shiva, Peyton R. List como Batgirl y Tara Strong expresa a una reportera. Se estrenó el 20 de julio de 2019.

### Wonder Woman: Bloodlines
Anunciada por primera vez en la Comic-Con de San Diego el 20 de julio de 2018, la película es una película en solitario de Mujer Maravilla que presenta una historia original. Fue lanzado digitalmente el 5 de octubre de 2019 y fue lanzado en Blu-ray Ultra HD y Blu-ray el 22 de octubre de 2019.
El reparto incluye a Rosario Dawson como Mujer Maravilla, Jeffrey Donovan como Steve Trevor, Marie Avgeropoulos como Vanessa Kapatelis/Silver Swan, Kimberly Brooks como Cheetah y Giganta, Michael Dorn como Ferdinand el Minotauro, Ray Chase como el bandido principal, Mozhan Marnó como Doctor Cyber, Adrienne C. Moore como Etta Candy, Courtenay Taylor como Doctor Poison, Nia Vardalos como Julia Kapatelis y Constance Zimmer como Veronica Cale.

### Superman: Red Son
Anunciada por primera vez en la Comic-Con de San Diego el 19 de julio de 2019, la película es una adaptación de la miniserie de tres números de 2003 de Mark Millar, Dave Johnson y Kilian Plunkett. Fue lanzada digitalmente el 25 de febrero de 2020 y fue lanzado en Blu-ray Ultra HD y Blu-ray el 17 de marzo de 2020.
La película está protagonizada por Jason Isaacs como Superman, Roger Craig Smith como Batman, Travis Willingham como Superior Man, Diedrich Bader como Lex Luthor, Amy Acker como Lois Lane, Vanessa Marshall como Mujer Maravilla, Phil Morris como Jimmy Olsen y Paul Williams como Brainiac.

### Justice League Dark: Apokolips War
Anunciada por primera vez en la Comic-Con de San Diego 2019, la película sirve como una secuela de Justice League Dark.
En febrero de 2020, el elenco de voces fue revelado con miembros anteriores del elenco del Universo de Películas Animadas de DC repitiendo sus papeles de películas anteriores de DCAMU.
También es la última película de la continuidad que comenzó con Justice League: The Flashpoint Paradox en 2013.

### Superman: Man of Tomorrow
Anunciada por primera vez en la Comic-Con de San Diego el 19 de julio de 2019, la película es una historia original que narra los primeros años de Clark Kent como Superman. Fue lanzada digitalmente el 23 de agosto de 2020 y en Blu-ray Ultra HD y Blu-ray el 8 de septiembre de 2020.
La película está protagonizada por Darren Criss como Superman, Alexandra Daddario como Lois Lane, Zachary Quinto como Lex Luthor, Ike Amadi como Detective Marciano, Ryan Hurst como Lobo, Brett Dalton como Parásito, Neil Flynn como Jonathan Kent y Bellamy Young como Martha Kent.

### Batman: Soul of the Dragon
Anunciada el 12 de agosto de 2020, la película es una historia original en la que Batman se reúne con sus antiguos compañeros de clase para enfrentarse a un enemigo de su pasado. Dirigida por Sam Liu y con la producción ejecutiva de Bruce Timm, Esta película tiene lugar en la década de 1970. Fue estrenada el 12 de enero de 2021.
La película está protagonizada por David Giuntoli como Batman, Mark Dacascos como Richard Dragon, Kelly Hu como Lady Shiva (retomando su papel de Batman: Arkham Origins), Michael Jai White como Tigre de Bronce (retomando su papel de Arrow), James Hong como O-Sensei, Jamie Chung como Jade Nguyen y Josh Keaton como Jeffrey Burr.

### Justice Society: World War II
Anunciada durante el panel de DC FanDome de IGN para Superman: Man of Tomorrow el 23 de agosto de 2020. La película es una historia original de Flash que acaba retrocediendo en el tiempo hasta la Segunda Guerra Mundial, donde conoce a la Sociedad de la Justicia. Se estrenó (digitalmente) el 27 de abril de 2021.
La película está protagonizada por Matt Bomer como Flash, Darren Criss como Superman y su contraparte alternativa, Stana Katic como Mujer Maravilla, Elysia Rotaru como Canario Negro, Chris Diamantopoulos como Steve Trevor, Omid Abtahi como el Hombre Halcón, Matthew Mercer como Hourman, Armen Taylor como Flash I, Liam McIntyre como Aquaman, Ashleigh LaThrop como Iris West, Geoffrey Arend como Charles Halsted y Consejero, Keith Ferguson como el Doctor Destino, y Darin De Paul como el Presidente Franklin D. Roosevelt.

### Batman: The Long Halloween
Anunciado durante el panel DC Fandome de IGN para Superman: Man of Tomorrow el 23 de agosto de 2020. Basada en la miniserie del cómic de 1996 del mismo nombre, será una película de dos partes similar a Batman: The Dark Knight Returns y Death of Superman/Reign of the Supermen. La primera parte se estrenó el 22 de junio de 2021 y la segunda el 27 de julio de 2021.
El reparto de voces para la película se anunció en marzo de 2021 incluyendo a Jensen Ackles como Batman, Naya Rivera como Catwoman, Josh Duhamel como Two-Face, Billy Burke como James Gordon, Titus Welliver como Carmine Falcone, David Dastmalchian como el Hombre del Calendario, Troy Baker como Joker, Amy Landecker como Barbara Gordon, Julie Nathanson como Gilda Dent, Jack Quaid como Alberto Falcone, Fred Tatasciore como Solomon Grundy, Jim Pirri como Sal Maroni, y Alastair Duncan como Alfred Pennyworth. El trabajo de voz adicional fue proporcionado por Frances Callier, Greg Chun, y Gary Leroi Gray. Rivera grabó ambas partes antes de su prematura muerte, por lo que la película combinada en su conjunto fue su última aparición en el cine.

### Injustice
El 19 de mayo de 2021 se anunció que una película de animación basada en el videojuego de 2013 Injustice: Dioses entre nosotros, junto con los cómics está en marcha, que se estrenó en otoño de 2021.
La historia de la película seguirá la historia establecida en el juego, donde Batman recluta a la Liga de la Justicia del mundo alternativo para luchar contra el Régimen de Superman de su mundo. El reparto de voces para la película se anunció en julio de 2021 incluyendo a Justin Hartley como Superman, Anson Mount como Batman, Laura Bailey como Lois Lane y Rama Kushna, Zach Callison como Robin y Jimmy Olsen, Brian T. Delaney como Linterna Verde, Brandon Micheal Hall como Cyborg, Edwin Hodge como Mister Terrific y Killer Croc, Oliver Hudson como Plastic Man, Gillian Jacobs como Harley Quinn, Yuri Lowenthal como The Flash, Mirror Master y Shazam, Derek Phillips como Nightwing y Aquaman, Kevin Pollak como El Joker y Jonathan Kent, Anika Noni Rose como Catwoman, Reid Scott como Flecha Verde y Victor Zsasz, Faran Tahir como Ra's al Ghul, Fred Tatasciore como el Capitán Átomo, Janet Varney como la Mujer Maravilla, y Andrew Morgado como un Soldado Maestro Espejo.

## Cortometrajes

### DC Showcase
DC Showcase es una serie de cortometrajes que suelen presentar personajes de DC menos conocidos. Se lanzan como coestelar con las principales películas originales animadas del Universo de DC. El productor de animación de DC Alan Burnett ha dicho que la mayoría de los cortos serán de diez minutos. Los primeros tres cortos se recopilaron en una compilación titulada DC Showcase Original Shorts Collection que se lanzó el 9 de noviembre de 2010 junto con un corto de 22 minutos titulado Superman/Shazam!: The Return of Black Adam.
- The Spectre, con El Espectro, se incluye con Justice League: Crisis on Two Earths. El corto presenta a Gary Cole en el papel principal de Jim Corrigan/Espectro, y a los miembros de reparto Alyssa Milano, Jeff Bennett, Rob Paulsen y Jon Polito.
- Jonah Hex, con Jonah Hex, se incluye con Batman: Under The Red Hood. El corto presenta a Thomas Jane en el papel principal de Jonah Hex, y a los miembros secundarios del reparto Linda Hamilton, Jason Marsden, Michael Rooker y Michelle Trachtenberg.[136]
- Green Arrow, con Flecha Verde, se incluye con Superman/Batman: Apocalypse. El corto presenta a Neal McDonough en el papel principal de Flecha Verde, y a los miembros del reparto de apoyo Malcolm McDowell como Merlyn, Steven Blum como Conde Vértigo, Grey DeLisle retomando su papel de Canario Negro de Batman: The Brave and the Bold, John DiMaggio y Ariel Winter.[13][137][138]
- Superman/Shazam!: The Return of Black Adam, con Superman y Capitán Marvel, está incluido en la Colección de Cortos Originales de DC Showcase. Cuenta con George Newbern y Jerry O'Connell repitiendo sus papeles de Superman y Capitán Marvel de Liga de la Justicia Ilimitada. El corto también presenta a Zach Callison como Billy Batson, James Garner como Shazam, Kevin Michael Richardson como Mister Tawky Tawny, Arnold Vosloo como Black Adam, Josh Keaton y Danica McKellar.[134][139] El corto es de veinticuatro minutos, lo que le da el tiempo de ejecución más largo de todos los cortos de la serie.[133]
- Catwoman, con Catwoman, se incluye con Batman: Año Uno como una continuación de la historia de Catwoman. El corto presenta a Eliza Dushku repitiendo su papel de Catwoman, Liliana Mumy como Holly Robinson y John DiMaggio como Rough Cut.[140] La película también está protagonizada por Kevin Michael Richardson, Cree Summer y Tara Strong. El corto fue dirigido y producido por Lauren Montgomery y escrito por Paul Dini. Se mostró una presentación especial en la New York Comic Con.
- Sgt. Rock, con Karl Urban dando voz al personaje epónimo, se incluye con Batman: Hush. El corto sigue al personaje principal, un veterano agotado, que de repente se encuentra liderando un pelotón de monstruos legendarios contra un ejército de zombis nazis. Keith Ferguson, William Salyers y Audrey Wasilewski también protagonizan.[141]
- Death, con Jamie Chung como personaje principal, se incluye en Wonder Woman: Bloodlines. El corto sigue a la Muerte cuando conoce a un artista que no tiene suerte llamado Vincent (con la voz de Leonardo Nam) para ayudarlo a hacer las paces con sus demonios internos y su muerte.[141]
- The Phantom Stranger, protagonizada por Phantom Stranger, se incluye con Superman: Red Son. En la década de 1970, una joven adulta llamada Jess, junto con sus amigos, asiste a una fiesta en una mansión abandonada organizada por el enigmático Seth. Pero cuando empiezan a suceder cosas raras, el Phantom Stranger debe salvarla. Peter Serafinowicz interpreta al personaje principal, mientras que Michael Rosenbaum interpreta a Seth. Natalie Lander, Grey DeLisle y Roger Craig Smith también protagonizan.[141]
- Adam Strange, que se incluye con Justice League Dark: Apokolips War.[141] El corto ve al héroe titular (con la voz de Charlie Weber) viviendo en una colonia minera de asteroides y su población lo ve como un abandonado interplanetario. Él revela su verdadera naturaleza al salvarlos de los insectos alienígenas, mientras que su historia de origen se revela en flasbacks. Roger Cross, Kimberly Brooks, Ray Chase y Fred Tatasciore también protagonizan.
- Batman: Death in the Family, un corto animado interactivo de larga duración que se basa en la historia cómica del mismo nombre de Jim Starlin y Jim Aparo, y es una precuela de Batman: Under The Red Hood. Bruce Greenwood, Vincent Martella, John DiMaggio y Gary Cole repiten sus papeles como Batman, el joven Jason Todd, el Joker y el Comisionado James Gordon, respectivamente. Cole también proporciona la voz para Dos Caras. Además, Zehra Fazal se une al elenco como Talia al Ghul.[141][142]
- Kamandi: The Last Boy on Earth! (2021), protagonizada por Cameron Monaghan como el héroe titular, se incluye con Justice Society: World War II. El corto sigue a Kamandi y a sus amigos el príncipe Tuftan (al que pone voz Steve Blum) del Reino del Tigre y el mutante humanoide Ben Boxer (al que pone voz Armen Taylor) mientras son secuestrados por una secta de gorilas dedicada a encontrar la reencarnación de su dios, El Poderoso.[143][144]
- The Losers (2021), El corto cuenta la historia del equipo homónimo de los cómics formado por parias de la Segunda Guerra Mundial como el Capitán Storm (Dean Winters), Johnny Cloud (Martin Sensmeier), Henry Jones (Eugene Byrd), Gunner (Dave B. Mitchell) y Sarge (también Mitchell) mientras se encuentran abandonados en Dinosaur Island, donde trabajan con Fan Long (Ming-Na Wen) para rescatar a los científicos que estaban estudiando la anomalía del espacio-tiempo allí.
- Blue Bettle (2021): Protagonizada por Matt Lanter como el Escarabajo Azul. El corto (producido como un homenaje irónico a la serie animada de Spider-Man de 1967 con los personajes de Charlton Comics de Steve Ditko) cuenta la historia de cómo Blue Beetle colaboró con el Capitán Átomo (Jeff Bennett), Nightshade (Ashly Burch) y Question (David Kaye) para luchar contra el Doctor Espectro (Tom Kenny).
- Constantine: La Casa del Misterio (2022), Sucede inmediatamente después del final de Justice League Dark: Apokolips War, donde Constantine (Matt Ryan) envía a Flash atrás en el tiempo para crear un nuevo Flashpoint, Constantine se despierta en la Casa del Misterio sin recordar cómo llegó.

### Otros cortometrajes
- Nightwing and Robin es un cortometraje de 45 segundos ambientado durante los eventos de la película del Universo de Películas Animadas de DC Justice League: Throne of Atlantis. Los dos personajes principales son llamados por Batman para encontrar y capturar al Espantapájaros (con la voz de Michael Rosenbaum) ya que tenía que ayudar a la Liga de la Justicia. Aunque Jason O'Mara interpreta a Batman en este corto, sólo se oye su voz mientras que Nightwing y Robin no tienen diálogo. Talon (que aparecería en Batman vs. Robin) hace un cameo silencioso en la película.[145]

## Proyectos posibles y no anunciados
Más allá de la lista de proyectos anunciados, los creadores involucrados en varios niveles en DC Comics han sacado a relucir nombres de posibles proyectos futuros.
Bruce Timm ha dicho que le gustaría hacer una película de Flecha Verde.
El ex-editor ejecutivo de DC, Dan Didio, ha expresado su interés en ver adaptada la popular historia cómica de la Guerra de los Sinestro Corps de 2007-2008.
En 2009, Timm expresó su interés en hacer una adaptación animada de JLA/Avengers y mencionó la posibilidad de una película animada de Crisis on Infinite Earths.
Geoff Johns reveló que a Warner Bros. le gustaría usar guiones no producidos como base para nuevas películas animadas, como Superman: Flyby, de J. J. Abrams.
El productor James Tucker ha hablado de querer una película de la Liga de la Justicia centrada en la Mujer Maravilla.
En Comic-Con, Timm también había expresado interés en una adaptación animada de la historia de Batman R.I.P.
El guionista de Batman: The Killing Joke, Brian Azzarello, ha declarado que le gustaría adaptar su novela gráfica del Joker a una película de animación.
Timm ha mencionado que otra película de Batman del futuro es una posibilidad, y en agosto de 2017, Tucker declaró en su cuenta de Twitter que las discusiones sobre una posible película de Batman del futuro ocurren varias veces en el estudio, mientras que también declaró que un largometraje de Static Shock ambientado en el Universo animado de DC es posible ya que el estudio siempre está interesado en Static.
J. M. DeMatteis expresó su interés en el guion de una adaptación de su historia de Batman Going Sane y una película de Nuevos Dioses ambientada en el Universo animado de DC.
El cineasta y escritor de cómics Kevin Smith mencionó en la Exposición de Cómics y Entretenimiento de Calgary que se reunió con Johns, donde presentó una película animada del Hombre Plástico que escribió para DC.

## Proyectos cancelados
Los planes para las secuelas de las películas Wonder Woman y Green Lantern: First Flight fueron archivados, así como una película planeada basada en la miniserie de 2003 Batgirl: Año uno. Se citaron ventas más lentas de la película Wonder Woman, aunque las cifras de ventas indican que fue al menos la octava película más vendida de las 25 películas de DC Universe estrenadas en agosto de 2015 (4 de las películas obtuvieron una clasificación más alta que incluye ventas de Blu-ray que no se han lanzado para Wonder Woman).
En 2010, Timm declaró que el equipo de producción originalmente planeaba hacer una película de Aquaman, pero al final, los ejecutivos de Warner Bros. cancelaron el proyecto porque sus expectativas sobre marketing eran muy bajas.
Durante una entrevista el 17 de octubre de 2016, Jay Oliva reveló que tenía una idea para una secuela de Batman: Assault on Arkham, pero tras la salida de Oliva de Warner Bros. Animation en 2017, el proyecto pudo haber sido tirado.

## Recepción

### Rendimiento de las ventas
Las cifras de ventas a continuación representan las ventas de DVD y, cuando están disponibles, las ventas de Blu-ray en los Estados Unidos. No se incluyen las ventas internacionales, las ventas digitales ni los alquileres. Las ventas de Blu-ray no están disponibles para Superman: Doomsday, Justice League: The New Frontier o Batman: Gotham Knight.
| Título                                         | Fecha de estreno         | Dirigido por                                        | Recaudación  | Ref.    |
| ---------------------------------------------- | ------------------------ | --------------------------------------------------- | ------------ | ------- |
| Superman: Doomsday                             | 18 de septiembre de 2007 | Bruce Timm, Lauren Montgomery y Brandon Vietti      | $12,553,273  | [ 165 ] |
| Liga de la Justicia: La Nueva Frontera         | 26 de febrero de 2008    | Dave Bullock                                        | $6,135,854   | [ 166 ] |
| Batman: Gotham Knight                          | 8 de julio de 2008       | Toshi Hiruma y Bruce Timm                           | $9,753,273   | [ 167 ] |
| Wonder Woman                                   | 3 de marzo de 2009       | Lauren Montgomery                                   | $8,653,961   | [ 168 ] |
| Green Lantern: First Flight                    | 28 de julio de 2009      | Lauren Montgomery                                   | $9,835,565   | [ 169 ] |
| Superman/Batman: Enemigos Públicos             | 29 de septiembre de 2009 | Sam Liu                                             | $11,036,269  | [ 170 ] |
| Liga de la Justicia: Crisis en las Dos Tierras | 23 de febrero de 2010    | Sam Liu y Lauren Montgomery                         | $9,287,091   | [ 171 ] |
| Batman: Under The Red Hood                     | 27 de julio de 2010      | Brandon Vietti                                      | $12,374,220  | [ 172 ] |
| Superman/Batman: Apocalypse                    | 28 de septiembre de 2010 | Lauren Montgomery                                   | $8,250,285   | [ 173 ] |
| Superman/Shazam!: The Return of Black Adam     | 9 de noviembre de 2010   | Joaquim Dos Santos                                  | $5,208,954   | [ 174 ] |
| All-Star Superman                              | 22 de febrero de 2011    | Sam Liu                                             | $7,175,097   | [ 175 ] |
| Green Lantern: Emerald Knights                 | 8 de junio de 2011       | Christopher Berkeley, Lauren Montgomery y Jay Oliva | $5,615,929   | [ 176 ] |
| Batman: Año Uno                                | 18 de octubre de 2011    | Sam Liu y Lauren Montgomery                         | $5,454,644   | [ 177 ] |
| Justice League: Doom                           | 28 de febrero de 2012    | Lauren Montgomery                                   | $6,820,989   | [ 178 ] |
| Superman vs. The Elite                         | 12 de junio de 2012      | Michael Chang                                       | $3,210,153   | [ 179 ] |
| Batman: The Dark Knight Returns - Part 1       | 25 de septiembre de 2012 | Jay Oliva                                           | $5,991,395   | [ 180 ] |
| Batman: The Dark Knight Returns - Part 2       | 29 de enero de 2013      | Jay Oliva                                           | $4,258,903   | [ 181 ] |
| Superman: Unbound                              | 7 de mayo de 2013        | James Tucker                                        | $3,480,183   | [ 182 ] |
| Justice League: The Flashpoint Paradox         | 30 de julio de 2013      | Jay Oliva                                           | $5,177,895   | [ 183 ] |
| Justice League: War                            | 4 de febrero de 2014     | Jay Oliva                                           | $5,219,941   | [ 184 ] |
| Son of Batman                                  | 6 de mayo de 2014        | Ethan Spaulding                                     | $6,945,982   | [ 185 ] |
| Batman: Assault on Arkham                      | 12 de agosto de 2014     | Jay Oliva y Ethan Spaulding                         | $5,822,525   | [ 186 ] |
| Justice League: Throne of Atlantis             | 27 de enero de 2015      | Ethan Spaulding                                     | $4,553,554   | [ 187 ] |
| Batman vs. Robin                               | 14 de abril de 2015      | Jay Oliva                                           | $4,186,550   | [ 188 ] |
| Liga de la Justicia: Dioses y monstruos        | 21 de julio de 2015      | Sam Liu                                             | $2,928,060   | [ 189 ] |
| Batman: Bad Blood                              | 2 de febrero de 2016     | Jay Oliva                                           | $4,704,401   | [ 190 ] |
| Justice League vs. Teen Titans                 | 26 de marzo de 2016      | Sam Liu                                             | $4,513,280   | [ 191 ] |
| Batman: The Killing Joke                       | 22 de julio de 2016      | Sam Liu                                             | $8,930,736   | [ 192 ] |
| Justice League Dark                            | 24 de enero de 2017      | Jay Oliva                                           | $3,150,426   | [ 193 ] |
| Teen Titans: The Judas Contract                | 31 de marzo de 2017      | Sam Liu                                             | $3,159,717   | [ 194 ] |
| Batman y Harley Quinn                          | 21 de julio de 2017      | Sam Liu                                             | $2,146,935   | [ 195 ] |
| Batman: Gotham by Gaslight                     | 23 de enero de 2018      | Sam Liu                                             | $4,578,824   | [ 196 ] |
| Suicide Squad: Hell to Pay                     | 27 de marzo de 2018      | Sam Liu                                             | $2,803,007   | [ 197 ] |
| La Muerte de Superman                          | 24 de julio de 2018      | Sam Liu y Jake Castorena                            | $6,455,228   | [ 198 ] |
| Reign of the Supermen                          | 15 de enero de 2019      | Sam Liu                                             | $2,430,446   | [ 199 ] |
| Justice League vs. The Fatal Five              | 16 de abril de 2019      | Sam Liu                                             | $2,964,615   | [ 200 ] |
| Batman: Hush                                   | 20 de julio de 2019      | Justin Copeland                                     | $3,714,647   | [ 201 ] |
| Wonder Woman: Bloodlines                       | 5 de octubre de 2019     | Sam Liu y Justin Copeland                           | $1,702,121   | [ 202 ] |
| Superman: Red Son                              | 25 de febrero de 2020    | Sam Liu                                             | $2,013,584   | [ 203 ] |
| Justice League Dark: Apokolips War             | 5 de mayo de 2020        | Matt Peters y Christina Sotta                       | $5,378,655   | [ 204 ] |
| Superman: Man of Tomorrow                      | 5 de octubre de 2020     | Chris Palmer                                        | $3,234,932   | [ 205 ] |
| Batman: Soul of the Dragon                     | 12 de enero de 2021      | Sam Liu                                             | $2,052,028   | [ 206 ] |
| Justice Society: World War II                  | 10 de mayo de 2021       | Jeff Wamester                                       | $3,639,870   | [ 207 ] |
| Total:                                         | Total:                   | Total:                                              | $237,503,997 | —       |
| Promedio:                                      | Promedio:                | Promedio:                                           | $5,523,349   | —       |

## Continuidades

### Películas independientes
Las siguientes películas son independientes y no comparten continuidad entre sí ni con otras películas:
- La muerte de Superman
- La Liga de la Justicia: La nueva frontera
- Wonder Woman: La Mujer Maravilla
- Linterna Verde: Primer vuelo
- Batman: Capucha Roja
  - Batman: Una muerte en la familia (Remake interactivo)
- Superman viaja al sol
- Linterna Verde: Caballeros esmeralda
- Superman contra la Élite
- Superman: Sin límites
- La Liga de la Justicia: Atrapados en el tiempo
- La Liga de la Justicia: Dioses y monstruos
  - La Liga de la Justicia: Crónicas de dioses y monstruos (cortos web)
- Batman: La broma asesina
- Batman Ninja
- Batman: Gotham a luz de gas
- Batman contra las Tortugas Ninja
- Superman: Hijo rojo
- Deathstroke: Caballeros y dragones
- Batman: Alma de dragón
- Injustice: Dioses entre nosotros
- Catwoman: La caza
- Batman y Superman: La batalla de los súper hijos
- Batman: La maldición que cayó sobre Gotham
- Batman: Feliz Mini-Bat-Navidad

### Superman/Batman
Esta continuidad se basa en la historia de Superman/Batman.
- Superman/Batman: Enemigos públicos
- Superman/Batman: Apocalipsis

### La Liga de la Justicia de América (JLA)
Esta continuidad se basa en las historias de JLA publicadas en los años 2000.
- La Liga de la Justicia: Crisis en dos Tierras
- La Liga de la Justicia: Perdición

### Año uno/El regreso del Caballero Oscuro
Esta continuidad se basa en el arco de Batman: Año uno y en El regreso del Caballero Oscuro de Frank Miller.
- Batman: Año uno
  - DC Showcase: Catwoman (cortometraje)
- Batman: El regreso del Caballero Oscuro (1ª parte)
- Batman: El regreso del Caballero Oscuro (2ª parte)

### Universo Animado de DC
Esta continuidad se establece en el Universo animado de DC (aunque la canonicidad es abierta)
- Batman: La Máscara del Fantasma
- Batman & Mr. Freeze: SubZero
- Batman: El misterio de Batwoman
- Superman: Brainiac ataca
- Batman del futuro: El regreso del Joker
- Batman y Harley Quinn
- La Liga de la Justicia contra los Cinco Fatales

### New 52: Universo de Películas Animadas de DC
Un universo compartido, con influencias de la continuidad de Los nuevos 52 y varias épocas y producciones de DC.
- La Liga de la Justicia: La paradoja del tiempo
- La Liga de la Justicia: Guerra
- El hijo de Batman
- La Liga de la Justicia: El trono de Atlantis
  - Nightwing y Robin (Cortometraje de 45 segundos)
- Batman contra Robin
- Batman: Mala sangre
- La Liga de la Justicia contra los Teen Titans
- La Liga de la Justicia Oscura
  - Constantine: Ciudad de demonios (película precuela)
- Teen Titans: Contrato Judas
- Escuadrón Suicida: Consecuencias infernales
- La muerte de Superman
- El reinado de los superhombres
- Batman: Silencio
- Wonder Woman: Linaje
- La Liga de la Justicia Oscura: La guerra de Apókolips
  - Constantine: La casa de los secretos (cortometraje epílogo)

### Universo del mañana (Tomorrowverse)
Un universo compartido, con historias más fieles a los tebeos originales de DC, tras finalizar el anterior universo (New 52).
- Superman: El hombre del mañana
- La Sociedad de la Justicia: Segunda guerra mundial
  - DC Showcase: Kamandi: ¡El último chico de la Tierra!
- Batman: El largo Halloween (1ª parte)
- Batman: El largo Halloween (2ª parte)
- Linterna Verde: Que teman mi poder
  - DC Showcase: Adam Strange
- Legión de Super-Héroes
- La Liga de la Justicia: Mundo Bélico
- La Liga de la Justicia: Crisis en Tierras Infinitas (1ª parte)
- La Liga de la Justicia: Crisis en Tierras Infinitas (2ª parte)
- La Liga de la Justicia: Crisis en Tierras Infinitas (3ª parte)

### Otros universos
- Batman: Guardián de Gotham (ambientada en el Nolanverso, aunque no necesariamente se considera canon)[213]
- Batman: Asalto a Arkham (ambientada en el Arkhamverso)